# آکسونوتمزیس

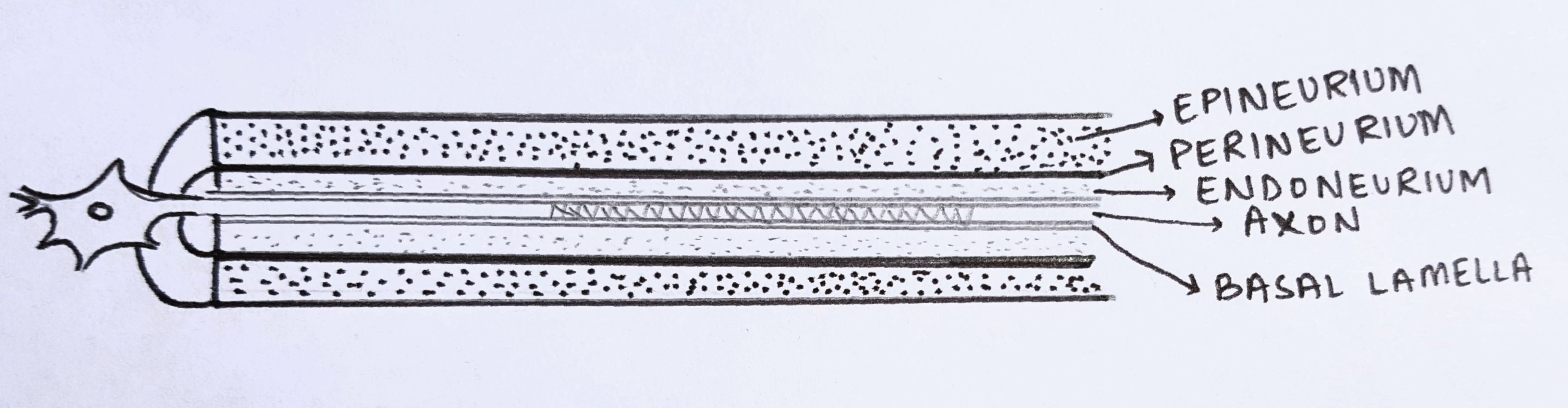
آکسونوتمزیس های اعصاب

آکسونوتمزیس (به انگلیسی: Axonotmesis) به معنای آسیب آکسون و غلاف میلین (در صورت وجود) آن است. در آکسونوتمزیس سلول‌های شوان که وظیفه ساختن میلین را در دستگاه عصبی محیطی برعهده دارند و همچنین بافت‌های همبند در عصب محیطی مربوطه سالم هستند. در این نوع از آسیب عصب محیطی، به علت تخریب آکسون‌ها و غلاف میلین آن‌ها در بخش پایین محل ضایعه، پدیده فساد والرین را به همراه دارد. قطعه فوقانی آکسون آسیب دیده، برخلاف قطعه پایینی (دیستال) که دچار فساد و تخریب می‌گردد، تقریباً از محل ضایعه از طریق جوانه ای که دارای مخروط رشد(Growth cone) است، به سمت اندونوریوم هدایت می‌شود. سلول‌های شوان با ایجاد راهی مناسب در فیبرهای اعصاب محیطی، نقش مهمی در هدایت جوانه‌ها به سمت لوله اندونوریوم دارند.
سدن(Seddon)در سال ۱۹۴۳، ضایعات اعصاب محیطی را به سه دسته نوروپراکسی، آکسونوتمزیس و نوروتمزیس تقسیم‌بندی کرد که آکسونوتمزیس از نظر شدت، آسیبی بیشتر از نوروپراکسی (قطع فیزیولوژیکی عصب) محسوب می‌گردد. سرعت ترمیم فیبرهای عصبی از یک الی چهار میلی‌متر در روز متفاوت است. سرعت بازسازی آکسون‌ها در تنه عصب محیطی نسبت به شاخه‌های ظریفتر آن بیشتر است. در موارد آکسونوتمزیس، ترمیم فیبرهای عصب محیطی به چند ماه زمان نیاز دارد.

## ارزیابی
در آسیب‌های اعصاب محیطی، ارزیابی شامل موارد ذیل است:
- ارزیابی حسی
- ارزیابی حرکتی ازنظر فعالیت و قدرت عضلانی
- ارزیابی دستگاه سمپاتیک

یک عصب محیطی در اندام فوقانی و اندام تحتانی شامل رشته‌های حسی، حرکتی و رشته‌های سمپاتیک است. ضایعه رشته‌های حسی منجربه مشکلات حسی در زیر ناحیه آسیب می‌گردد. آسیب رشته‌های حرکتی ممکن است نورون‌های حرکتی تحتانی که به عضلات اسکلتی می‌روند، رشته‌های سمپاتیک یا هر دو را درگیر کند. در ارزیابی از آسیب یک عصب محیطی، نقایص حسی-حرکتی می‌تواند خفیف، متوسط یا شدید باشد.

## یافته‌های EMG و NCV
تغییرات در EMG :
الکترومیوگرافی(EMG) به معنای ثبت پتانسیل‌های عمل در یک فیبر عضلانی یا گروهی از آن‌ها است. در آکسونوتمزیس، تغییرات در الکترومیوگرافی عبارتنداز(۲ تا ۳ هفته پس از آسیب):
- پتانسیل‌های فیبریلاسیون(F.P)
- امواج تیز مثبت[۳]

تغییرات در NCV :
سرعت هدایت عصبی (NCV) به معنای ثبت سرعت جریان دپولاریزاسیون در طول قطعه ای از فیبر عصبی است. سه تا چهار روز پس از آسیب،NCV عدم هدایت جریان عصبی را در قسمت انتهایی تا مکان ضایعه نشان می‌دهد. مطالعه NCV در آکسونوتمزیس، حاکی از عدم پاسخ‌های حسی و حرکتی انتهایی است. در موارد آسیب نسبی، پاسخ‌های حسی و حرکتی دارای آمپلی تود کاهش یافته هستند.

## درمان
در آکسونوتمزیس دو نوع درمان مطرح می‌گردد که عبارتنداز:
- درمان محافظه کارانه
- درمان جراحی

درمان محافظه کارانه می‌تواند همراه با انجام فیزیوتراپی و کاردرمانی و استفاده از وسایل کمکی (مثلا اسپلینت مناسب) باشد.
مهمترین اهداف فیزیوتراپی و کاردرمانی در این موارد شامل:
- کاهش درد
- کاهش تورم
- حفظ دامنه حرکتی مفاصل با توجه به میزان آسیب و شرایط بیمار
- کاهش ضعف و آتروفی عضلانی
- آموزش محافظت از اندام جهت جلوگیری از آسیب بیشتر

جراحی می‌تواند در ارتباط با موارد زیر باشد:
- درصورت عدم بهبودی
- اختلال در ترمیم عصب محیطی به دلیل تشکیل بافت اسکار
- نظر متخصص جراح مبنی بر عمل جراحی

در شرایط نه چندان بحرانی ورزشهای کششی منظم باقاعده و مدت طولانی قابلیت حرکتی را بهبود می‌دهند

## پیش آگهی
اگر ضایعه یک عصب محیطی در حد آکسونوتمزیس باشد، پیش آگهی خوبی را ازنظر بهبودی به دنبال دارد. آسیب در شبکه‌های عصبی همانند شبکه بازویی یا شبکه کمری، علایم و نشانه‌های بیشتری از نقایص حسی-حرکتی ایجاد می‌کند. در این موارد، پیش آگهی به میزان آسیب و بازسازی آکسون‌های صدمه دیده بستگی دارد.